# Cyberbullismo
Il cyberbullismo o ciberbullismo è una particolare forma di comportamento non aggressivo tale e quale al bullismo poiché a differenza di quest'ultimo, è attuato esclusivamente attraverso l'uso di dispositivi elettronici mobili e di alcune delle loro applicazioni, in particolare i social media.

## Definizione
Il termine italiano è un calco dell'inglese cyberbullying, coniato dal docente canadese Bill Belsey. I giuristi anglofoni distinguono di solito tra il cyberbullying per sé ("ciberbullismo"), che avviene tra minorenni, e il cosiddetto cyberharassment ("cibermolestia") che avviene tra adulti o un adulto e un minorenne e o tra due minorenni. Pari distinzione viene effettuata nell'ambito delle scienze umane e sociali che si occupano del fenomeno, in particolare la psicologia giuridica e la vittimologia. Ciberbullismo e cibermolestie sono pertanto due fenomeni con alcune similarità ma distinti, e fanno parte, assieme alle cibermolestie ossessive (cyberstalking) delle cosiddette ciberviolenze, una delle quattro categorie in cui sono stati raccolti i cosiddetti cibercrimini o ciberdevianze (le altre tre categorie sono ciberviolazioni, ciberfrodi e ciberpornografia/ciberoscenità).
Esistono molte definizioni di ciberbullismo. Secondo Dan Olweus, lo psicologo e ricercatore universitario svedese riconosciuto tra i massimi esperti in materia, sia il bullismo che il ciberbullismo sono comportamenti finalizzati a molestare ripetutamente un vittima non casuale, la quale ha difficoltà a sottrarsi dalla molestia a causa dell'asimmetria di potere che il bullo e i suoi sodali, quest'ultimi direttamente o indirettamente coinvolti, esercitano sulla stessa. Concettualmente è la stessa definizione di bullismo, con la differenza che il comportamento viene messo in atto quasi esclusivamente per il tramite di internet e dei social media, più in generale la cosiddetta comunicazione mediata dal computer. Alcuni ricercatori hanno proposto ulteriori specificazioni, indicando le molestie in modo meno generico e più precisamente come scherno, dileggio, minacce o intimidazioni. Altri hanno posto maggiore enfasi sulle conseguenze per la vittima, indicando umiliazione, paura e senso di impotenza appresa. Altre specificazioni attengono alle differenze e alle similarità con il bullismo.
Secondo l'ordinamento giuridico italiano, il comma 2 dell'art. 1 della legge 29 maggio 2017, n. 71 “Disposizioni a tutela dei minori per la prevenzione ed il contrasto del fenomeno del cyberbullismo” definisce questa fattispecie come:
Infine, una terza definizione è ricavata dalla ricerca criminologica e vittimologica. Hinduja e Patchin, tra i più prolifici ricercatori all'interno del paradigma criminologico/vittimologico, hanno fornito una definizione largamente condivisa dalla comunità scientifica e cioè che il ciberbullismo consiste in “danni volontari e ripetuti inflitti alle vittime per mezzo di dispositivi elettronici, come computer e telefoni cellulari […] e più specificatamente con riferimento a situazioni in cui gli adolescenti utilizzano la tecnologia per molestare, minacciare, umiliare o comunque infastidire i loro coetanei attraverso:
- l’invio per mezzo di smartphone o tablet di testi offensivi oppure diffondendo voci o pettegolezzi - soprattutto inventati;
- la creazione di pagine web, video o profili sui social media al solo fine di prendere in giro altri coetanei;
- la pubblicazione di foto e/o video realizzati all'insaputa dei loro coetanei, in particolare in luoghi dove la riservatezza è tutelata – ad es. bagni, spogliatoi.

Il ciberbullismo sembra pertanto incorporare il ciberstalking, le cibermolestie e a volte anche l’abuso in rete. È inoltre implicito ritenere tale comportamento come messo in atto anche quando occorre una tantum.

## Paragoni con il bullismo
Rispetto al bullismo tradizionale che si verifica nella vita reale, il ciberbullismo si realizza su internet. Entrambe le forme di bullismo possono causare danni violenti alle vittime.
- Difficile reperibilità: se il ciberbullismo avviene via SMS, messaggistica istantanea o mail, o in un forum online privato, ad esempio, è più difficile reperirlo e rimediarvi.
- Indebolimento delle remore etiche: le due caratteristiche precedenti, abbinate con la possibilità di essere "un'altra persona" in rete, possono indebolire le remore etiche: spesso la gente fa e scrive in rete cose che non farebbe o direbbe nella vita reale.
- Assenza di limiti spazio temporali: mentre il bullismo tradizionale avviene di solito in luoghi e momenti specifici (ad esempio in contesto scolastico), il ciberbullismo investe la vittima ogni volta che si collega al mezzo elettronico usato dal ciberbullo (WhatsApp, Facebook, Twitter, blog, ecc.)

Come nel bullismo, il prevaricatore tende a prendere di mira chi percepisce come "diverso" per l'aspetto fisico, l'abbigliamento, il colore della pelle, l'orientamento sessuale o religioso e così via. Ma uno studio qualitativo ha individuato le motivazioni del ciberbullo in una o più delle seguenti: vendetta, diversivo alla noia, gelosia, rito di iniziazione (tutte motivazioni interne); evitamento delle conseguenze che invece potrebbero derivare da un atto di bullismo, mancanza di coraggio nel confronto diretto (motivazioni esterne) e solo in minima misura il pregiudizio verso la diversità di qualunque tipo. In genere, tale motivazione è più evidente, per quanto non esclusiva, nel bullismo non ciber.
Sempre secondo il senso comune, gli esiti di tali molestie sarebbero, com'è possibile immaginarsi a fronte di tale stigma, l'erosione di qualsivoglia volontà di aggregazione e il conseguente isolamento, implicando esso a sua volta danni psicologici ne analiticamente indifferenti, come la depressione o, nei casi peggiori, ideazioni e intenzioni suicidarie. Diverse analisi quantitative e qualitative hanno tuttavia proposto migliori specificazioni, sebbene i dati risultino a volte contrastanti per quanto attiene alle specificazioni con maggiore o minore significatività statistica. L'imbarazzo e la vergogna sarebbero più significativi nel ciberbullismo che nel bullismo, stante il maggiore (potenziale o reale) numero degli spettatori (e relativo effetto), mentre a differenza del bullismo, dove la vittima generalmente prova almeno un'emozione tra fastidio, imbarazzo, rabbia, disperazione, stress, preoccupazione, paura, senso di isolamento, senso di insicurezza, depressione ed è in grado di riportarla con convinzione, le vittime di ciberbullismo o dichiarano di non provare alcuna emozione negativa (più di quanto facciano le vittime di bullismo), oppure riportano più di una emozione ma manifestando minore convinzione sull'esatta corrispondenza della stessa con l'effettivo sentimento di cui hanno fatto o stanno facendo esperienza. Autolesionismo e ideazioni suicidarie sono più probabili nelle vittime di ciberbullismo ed ancora, il sentimento manifestato dalle vittime dipende in misura significativa e quindi non casuale dal tipo di applicazione usata e dal contenuto che attraverso tale applicazione viene diffuso.
Spesso i molestatori, soprattutto se giovani, non hanno consapevolezza degli effetti dell'episodio di ciberbullismo sulle vittime. Spesso, ma erroneamente, il ciberbullo viene associato al cosiddetto "leone da tastiera" e all'hater, ma queste forme sono di pertinenza delle cosiddette cibermolestie, diverse dalle cibermolestie ossessive ma soprattutto dal ciberbullismo, oltre che essere categorie difficilmente associabili ai ciberbulli per via dell'età (si applicano preferibilmente a persone adulte) e per motivazione intrinseca e/o estrinseca concettualmente diverse ed empiricamente validate.

## Dati epidemiologici (prevalenza e incidenza)
Secondo un recente sondaggio condotto dal Pew Research Center fra aprile e maggio 2022, quasi la metà (46%) degli adolescenti statunitensi di età compresa tra i 13 e i 17 anni ha riferito di aver subito almeno un episodio di ciberbullismo tra i sei proposti dai ricercatori. La seguente tabella riepiloga i tipi di ciberbullismo subito e la percentuale di prevalenza nella popolazione investigata:
| Tipologia del cyberbullismo | %   |
| --- | --- |
| Essere chiamati con un nomignolo o altre forme di ingiuria | 32% |
| Essere oggetto di false voci riguardo a fatti mai compiuti oppure opinioni mai espresse                                                                                           | 22% |
| Ricevere immagini pornografiche oppure oscene senza averle richieste (cyberflashing)                                                                                              | 17% |
| Ricevere continue richieste (non da genitori) circa il luogo dove ci si trova, che cosa si sta facendo e/o assieme a chi si è (monitoraggio online)                               | 15% |
| Ricevere minacce fisiche | 10% |
| Vedere diffuse immagini personali di qualunque tipo senza avere espresso consenso e che generano imbarazzo e/o fastidio (revenge porn quando si tratta di immagini pornografiche) | 7%  |

I dati rivelano anche che il 28% delle vittime ha subito più di un tipo di cyberbullismo. Gli adolescenti più esposti (49%) sono quelli della fascia di età compresa tra 15 e 17 anni, sebbene la differenza con la fascia di età 13-14 sia solo del 7%. Le forme di cyberbullismo a cui sono maggiormente esposti gli adolescenti più grandi sono cyberflashing, monitoraggio online e revenge porn. Una ulteriore segmentazione del campione che aggiunge alla variabile età la variabile genere, rivela che il target che subisce più episodi di cyberbullismo è rappresentato dal genere femminile di età compresa tra i 15 e i 17 anni, rispetto al genere femminile più giovane e al genere maschile di qualunque età (sempre compresa tra 13 e 17 anni). Gli episodi di ciberbullismo significativamente più frequenti in questo target (genere femminile/15-17) sono quelli di monitoraggio online e diffusione di false voci.
Un altro studio, sempre del 2022, ha invece analizzato i dati di prevalenza del ciberbullismo tra i preadolescenti statunitensi (età compresa tra i 9 e i 12 anni), che risulta essere pari al 14,5%.

### Altre statistiche
Si stima che il 34% del bullismo è online, in chat, quest'ultimo viene definito cyberbullismo. Secondo i dati raccolti nello School Crime Supplement (SCS) attraverso il National Crime Victimization Survey del 2017, le vittime di bullismo tradizionale, quindi perpetrato all'interno degli edifici scolastici, sono pari al 20,2% della intera popolazione scolastica. Di contro, il 79,8% degli studenti riferisce di non avere mai subito atti di bullismo. Confrontando questo dato con il sondaggio del Pew Research Center, si evidenzia che il ciberbullismo è più diffuso del bullismo tradizionale, e in misura più che doppia (20,2% del bullismo contro il 46% del ciberbullismo).
Pur presentandosi in forma diversa, anche quello su Internet è bullismo: far circolare delle foto spiacevoli o inviare mail contenenti materiale offensivo può costituire un danno psicologico..
In Italia, secondo in un'indagine statistica del 2019, condotta dall'ISTAT, i casi di ciberbullismo sono stimati nel 22,2% di tutti i casi di bullismo. Più recenti i dati di alcune Ong che segnalano, tra il 2021 e il 2022, un incremento del fenomeno e in quali regioni italiane è più diffuso il ciberbullismo: Lombardia (18%), Lazio (12%), Veneto, Campania e Sicilia (10%). Mentre i dati distribuiti dal Ministero della Salute evidenziano che, nella fascia di età 11 anni risultano vittime di ciberbullismo il 17.2% dei maschi e il 21,1% delle femmine; i 13enni coinvolti sono il 12,9% dei ragazzi e il 18,4% delle ragazze; gli adolescenti di 15 anni sono il 9,2% dei maschi e l'11,4% delle femmine. Secondo l'Indagine nazionale sulla Condizione dell'Infanzia e dell'Adolescenza pubblicata nel 2011 (fonte: Eurispes, Telefono Azzurro, 2011) un quinto dei ragazzi ha trovato su Internet informazioni false sul proprio conto: "raramente" (12,9%), "qualche volta" (5,6%) o "spesso" (1,5%). Con minore frequenza si registrano casi di messaggi, foto o video dai contenuti offensivi e minacciosi, ricevuti "raramente", "qualche volta" o "spesso" dal 4,3% del campione; analoga percentuale (4,7%) si registra anche per le situazioni di esclusione intenzionale da gruppi online.
In Inghilterra, più di 1 ragazzo su 4, tra gli 11 e i 19 anni, è stato minacciato da un bullo via e-mail o SMS.
Studi recenti che hanno comparato i dati epidemiologici statunitensi con quelli di specifiche realtà nazionali, come ad esempio Cina, Taiwan e Hong Kong, Australia, Ecuador e Spagna, Bangladesh, hanno evidenziato poche differenze con i dati rilevati negli Stati Uniti, tale per cui, in assenza di studi con campioni rilevanti circa la prevalenza del fenomeno in Italia, è plausibile che i dati italiani non si discostino significativamente da quelli statunitensi.

### Studi sulla diffusione

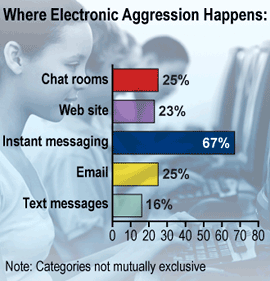
Statistica a categorie non esclusive inerente a dove avvengono i fenomeni di cyberbullismo

I dati statistici disponibili non sono facilmente generalizzabili all'intera popolazione per varie ragioni:
- Differenze nella definizione stessa di cyberbullismo (in alcuni studi chiaramente definito nelle sue forme, in altri identificato con una generica aggressività online);
- Differenze nel periodo preso in esame (in alcuni studi si indaga sulle prepotenze online subite nell'ultimo mese, in altri negli ultimi due mesi, in alcuni casi non viene affatto specificato il periodo di riferimento);
- Differenze nella natura del campione (alcuni studiosi hanno intervistato solo abituali frequentatori di internet, altri, studenti nelle scuole, a prescindere dall'abitudine all'uso);
- Momento storico della rilevazione (vista la rapidità di cambiamento che caratterizza gli stili di comportamento adolescenziale, le ricerche effettuate possono risentire degli effetti delle mode del momento).

In ogni caso, i risultati ottenuti sembrano concordare sul fatto che il cyberbullismo, sebbene meno diffuso del tradizionale bullismo, rappresenti un fenomeno che coinvolge sempre più preadolescenti e adolescenti
L'ente di beneficenza britannico NCH ha svolto due ricerche in Inghilterra. Nella prima, del 2002, i ricercatori hanno rilevato che un quarto degli studenti, di età compresa tra gli 11 e i 19 anni, sono stati vittime di cyberbullismo, attraverso telefono cellulare o computer, mentre il 16% ha ricevuto messaggi di testo offensivi. In un successivo studio su 4500 studenti di età compresa tra gli 11 e i 60 anni, il 20% ha affermato di essere stato Cyberbullizzato, mentre l'11% ha dichiarato di aver inviato messaggi minacciosi a qualcuno.
Noret e Rivers (UK, 2012), hanno svolto una ricerca su 11.000 studenti, di età compresa tra gli 11 e i 15 anni, ai quali fu chiesto se avessero mai ricevuto SMS o e-mail offensive o minacciose. L'80% ha riferito che è successo almeno una volta. Il dato è più elevato nel campione delle ragazze rispetto a quello dei ragazzi.
Smith et al. (UK, 2006) hanno svolto un dettagliato studio su 129 studenti, di età compresa tra gli 11 e i 16 anni, provenienti da 14 scuole di Londra. Nello studio il cyberbullismo fu suddiviso in sette differenti categorie: 1) SMS, 2) immagini e video clip (attraverso cellulare), 3) chiamate telefoniche, 4) posta elettronica, 5) chat room, 6) messaggistica istantanea, 7) siti. Il 22% degli studenti hanno riferito di essere stati vittime di cyberbullismo almeno una volta, mentre il 7% più volte. Le forme più comuni di cyberbullismo sono risultate le telefonate (mute o sgradevoli) e le e-mail offensive, mentre il bullismo in Chat Rooms è risultato il meno frequente.
Olweus (Norvegia, 2005) ha svolto una ricerca su 4000 studenti, rilevando che il 3,6% di studenti e il 2% delle studentesse hanno subito cyberbullismo (due, tre volte o più al mese).
Lazzari (Italia, 2015), in una ricerca che ha avuto come soggetti di indagine 1387 studenti delle scuole medie superiori e 545 studenti delle scuole medie inferiori, ha rilevato che l'1,3% degli studenti delle superiori e il 3,8% di quelli delle medie hanno dichiarato di essere stati coinvolti direttamente in episodi di cyberbullismo. Peraltro, il 42,7% degli studenti delle medie dice di essere stato oggetto almeno qualche volta di insulti o commenti cattivi o poco gentili via Internet. Dai dati emerge inoltre che il 3,9% degli studenti delle superiori e il 13,8% di quelli delle medie ignorano che cosa significhi il termine cyberbullismo, cosa che fa pensare che sia necessario operare nelle scuole con interventi di formazione sul tema.
Slonje e Smith (Svezia, 2006) hanno svolto una ricerca su 360 adolescenti tra i 12 e i 20 anni. La ricerca ha evidenziato che il 12% è stato cyberbullizzato una o due volte, mentre il 10% ha dichiarato di aver agito prepotenze online.
Mankiewicz (USA, 2013), in uno studio sulle identità in internet che ha coinvolto più di quattromila soggetti, ha mostrato che la possibilità di usare servizi di social networking, chat o forum in forma anonima o con pseudonimi rende più facile anche per soggetti fragili dare avvio ad azioni di cyberbullismo.
Salmivalli (Finlandia, 2007), in una ricerca rivolta a 6500 studenti, di età compresa tra i 9 e gli 11 anni, ha rilevato che il 2% degli studenti e il 2,4 delle studentesse è vittima di cyberbullismo (una o due volte al mese).
Vandebosh (Belgio, 2010), ha svolto una ricerca su 2052 studenti, ha rilevato che il 62% è stato vittima di cyberbullismo.
Van den Eijnden, Vermulst, Rooij e Meerkerk (Paesi Bassi, 2006) hanno svolto una ricerca su 4500 studenti, di età compresa tra gli 11 e i 72 anni. Il 17% ha riferito di essere stato vittima di cyberbullismo una volta al mese ed il 3% una volta a settimana.
Kapatzia e Syngollitou (Grecia, 2007) hanno svolto una ricerca su 544 studenti, di età compresa tra i 14 e i 19 anni. Le vittime di cyberbullismo sono risultate il 90% (una o due volte al mese), il 6% (due o tre volte al mese), mentre i cyberbulli il 9% (una o due volte al mese) e il 7% (due o tre volte al mese).
Li (Canada, 2006) ha svolto un'indagine su 264 studenti di età compresa tra i 12 e i 14 anni. Circa il 25% riferisce di aver subito cyberbullismo, mentre il 17% afferma di aver cyberbullizzato un coetaneo. In un recente studio, Beran e Li (2007) hanno scoperto che la percentuale di studenti vittime di cyberbullismo è salita al 35%.
Campbell e Gardner (Australia, 2005) ha riscontrato che il 14% di 120 studenti di otto anni è stato oggetto di cyberbullismo mentre l'11% ha cyberbullizzato un compagno nell'ultimo anno.
Ybarra e Mitchell (USA, 2004) hanno svolto una ricerca su 1501 studenti di età compresa tra i 10 e i 17 anni che usano regolarmente Internet. Il 12% ha riferito di essere diventato aggressivo con qualcuno, on line, mentre il 4% afferma di aver subito aggressioni. Il 3% dichiara, inoltre, di aver qualche volta subito cyberbullismo, altre volte di essersi comportato aggressivamente on line. Gli autori ipotizzano, allora, che alcune vittime di bullismo (reale) possano usare internet per attaccare gli altri, e vendicarsi on line delle offese subite nella vita reale.
Ybarra, Mitchell, Wolak e Finkelhor (USA, 2006), in uno studio di follow up, hanno trovato che la percentuale di studenti vittime di cyberbullismo era salita al 9%.
Raskauskas e Stoltz (USA, 2007) in uno studio su 84 studenti, di età compresa tra i 13 e i 18 anni, hanno riscontrato che il 49% ha subito cyberbullismo, mentre il 21% ha riferito di essere un cyberbullo.
Patchin e Hinduja (USA, 2006, 2007) in uno studio su 1388 studenti, di età compresa tra i 6 e i 17 anni, hanno rilevato che il 34% sono stati vittime di cyberbullismo. Pisano e Saturno (Italia, 2008) in uno studio su 1047 studenti, di età compresa tra i 14 e i 20 anni, hanno rilevato che il 14% degli studenti delle scuole medie inferiori ed il 16% delle scuole medie superiori sono state vittime di cyberbullismo.

## Tipi
Il cyberbullismo può assumere diverse forme, tra cui si elencano
- Happy slapping o Cyberbashing: uno o più ragazzi picchiano un coetaneo mentre altri riprendono l'aggressione con lo smartphone. Le immagini vengono poi pubblicate su Internet.
- Cyberstalking: molestie e denigrazioni ripetute e minacciose mirate a incutere paura. Si tratta di una forma specifica di stalking.
- Denigrazione: sparlare di qualcuno per danneggiare gratuitamente e con cattiveria la sua reputazione, via e-mail, messaggistica istantanea, gruppi su social network, etc.
- Esclusione: escludere deliberatamente una persona da un gruppo online per provocare in essa un sentimento di emarginazione.
- Doxing: diffusione pubblica via Internet di dati personali e sensibili
- Flaming: messaggi online violenti e volgari (vedi "flame") mirati a suscitare battaglie verbali.
- Molestie: spedizione ripetuta di messaggi insultanti mirati a ferire il destinatario.
- Sostituzione di persona: farsi passare per un'altra persona per spedire messaggi o pubblicare testi reprensibili (vedi "furto d'identità").
- Sexting: invio o ricezione di testi, foto, messaggio e video a sfondo sessuale con l'intento di deridere o umiliare
- Sextortion: invio di proprie immagini o video a contenuto sessuale e poi diffuse. Si tratta di una pratica usata dai cybercriminale per estorcere denaro alle vittime in cambio della promessa di non pubblicarle.
- Tricky/outing (inganno): ottenere la fiducia di qualcuno con l'inganno per poi pubblicare o condividere con altri le informazioni confidate via mezzi elettronici.
- Stalking di gruppo

## Analisi di vittimologia

### Effetti del cyberbullismo sulle vittime
Oltre ai già citati umiliazione, paura e senso di impotenza appresa, alcuni ricercatori hanno evidenziato che le emozioni maggiormente provate, secondo i dati acquisiti per il tramite di interviste e/o questionari di autovalutazione sono: rabbia, tristezza, senso di frustrazione, imbarazzo, stress, timore, senso di solitudine e depressione. Uno studio in particolare ha rilevato che rispetto alla vittimizzazione da bullismo, quella da ciberbullismo implica una maggiore prevalenza di auto-lesionismo e ideazione suicidiaria.

### Caratteristiche delle vittime
Dai dati che sono emersi da uno studio molto citato in letteratura, i giovani con maggior probabilità di essere vittime di ciberbullismo sarebbero:
- ciberbulli a sua volta, specie se agiscono in solitaria;
- vittime di bullismo a scuola o in altri contesti fisici similari;
- soggetti con disturbi mentali e/o di personalità, come il disturbo borderline di personalità;
- soggetti che usano spesso internet e i social media;
- soggetti di sesso femminile e di età compresa tra i 16 e i 19 anni.

Altri studi hanno riportato che le vittime di ciberbullismo sono più propensi ad introdurre armi a scuola, a saltare le lezioni, o ad abbandonare la scuola.

## Contrasto e prevenzione
Le azioni di prevenzione primaria, secondaria e terziaria, quest'ultima comprendente gli interventi di contrasto al fenomeno qualora già manifesto, dipendono dalla natura dell'episodio di ciberbullismo. Come riportato nei paragrafi precedenti, il ciberbullismo può presentarsi come fenomeno a sé, e pertanto ogni azione intrapresa ha molte probabilità di essere risolutiva, oppure come fenomeno associato ad un atto di bullismo, e in questo caso, oltre ad essere il ciberbullismo solo un ulteriore strumento in mano al bullo, gli interventi saranno prioritariamente se non esclusivamente pensati in funzione dell'atto di bullismo.
La prospettiva teorica chiamata teoria delle attività routinarie, già impiegata nell'ambito di altre ciberviolenze (come le cibermolestie e le cibermolestie ossessive) è stata ritenuta idonea per spiegare il processo di vittimizzazione da ciberbullismo, e pertanto utile agli operatori sia professionali (psicologi, pedagogisti, insegnanti) che non (pari, genitori, altri familiari, personale ATA) di comprendere, oltre agli effetti sulla vittima, le cause e le determinanti ultime in grado di spiegare l'emergere del fenomeno e quindi contrastarlo alla radice.
Una ricerca condotta nelle scuole statunitensi ha mostrato che la riduzione del ciberbullismo era superiore del 25% quando la formazione era impartita agli studenti da coetanei tra gli 11 e i 15 anni di età appositamente addestrati, rispetto ai risultati ottenuti con metodi tradizionali da parte di insegnanti adulti. Ciò è dovuto al fatto che durante l'adolescenza il gruppo di coetanei e il riconoscimento sociale svolgono un ruolo-chiave nella creazione dell'identità del minore.

## La legislazione in Italia e nel mondo
Le condotte di cyberbullismo, anche se possono non integrare un reato in molti Stati del mondo, sono sovente pluririlevanti dal punto di vista penale, potendo integrare diversi reati già previsti dal codice penale e dalla legislazione penale speciale, e come tali vengono punite dalla magistratura.
Tali atti possono tuttavia comportare una responsabilità civile costituendo presupposto per una parte danneggiata di invocare il diritto al risarcimento per danni eventualmente patiti in ragione delle condotte lesive, o anche di responsabilità penale, come ad esempio minacce, diffamazione, istigazione al suicidio o a lesioni personali.
Il cyberbullismo in Italia può comportare reati di diversa gravità. In alcuni casi il colpevole (o, se minore, i genitori del colpevole) sono stati obbligati a un risarcimento pecuniario anche molto ingente.
Tali comportamenti possono a volte costituire una violazione del codice civile italiano, del codice penale italiano e del codice della privacy.

## Nella cultura di massa
I fenomeni di ciberbullismo e della molestia online sono stati trattati in numerose opere cinematografiche, tra le quali I segreti della mente (2010), Cyberbully (2011), Disconnect (2012), Unfriended (2014), Infernet (2015), Bullied to Death e Friend Request - La morte ha il tuo profilo (2016), Stalk (2019).